# جيرمان غارنييه
جيرمان غارنييه (بالفرنسية: Germain Garnier)‏ (و. 1754 – 1821 م) هو كاتب، وسياسي، واقتصادي، ومترجم فرنسي، ولد في أوكسار، توفي في باريس، عن عمر يناهز 67 عاماً.

## مناصب
تولى منصب Pair of France ‏
- member of the Sénat conservateur ‏

.

## جوائز
حصل على جوائز منها:
- وسام جوقة الشرف من رتبة ضابط أكبر
- Knight Grand Cross of the Order of the Reunion ‏